# روتیپهیلا
روتیپهیلا (به لاتین: Rottipehilla) یک منطقهٔ مسکونی در سری‌لانکا است که در استان مرکزی (سری‌لانکا) واقع شده‌است.